# Postřelmůvek
Postřelmůvek (in tedesco Kleinheilendorf) è un comune della Repubblica Ceca facente parte del distretto di Šumperk, nella regione di Olomouc.